# Okerborststruikgors
De okerborststruikgors (Atlapetes semirufus) is een zangvogel uit de familie Passerellidae (Amerikaanse gorzen).

## Verspreiding en leefgebied
Deze soort telt 6 ondersoorten:
- A. s. denisei: noordelijk en noordoostelijk Venezuela.
- A. s. benedettii: noordwestelijk Venezuela.
- A. s. albigula: noordelijk Táchira (westelijk Venezuela).
- A. s. zimmeri: noordelijk Colombia en westelijk Tachira  (westelijk Venezuela).
- A. s. majusculus: Boyacá (het noordelijke deel van Centraal-Colombia).
- A. s. semirufus: Cundinamarca  (het noordelijke deel van Centraal-Colombia).